# Rzeżęcin
Rzeżęcin – wieś kociewska w Polsce położona w województwie pomorskim, w powiecie tczewskim, w gminie Morzeszczyn.
W latach 1975–1998 miejscowość administracyjnie należała do województwa gdańskiego.
We wsi budynek szkoły z początku XX wieku. W 2006 r. obchodzono 690-lecie lokacji wsi przez cystersów.